# Robin Bertrand
Robin Bertrand (* 15. März 2003 in Nîmes) ist ein französischer Tennisspieler.

## Karriere
Bertrand spielte bis 2021 auf der ITF Junior Tour. Dort konnte er mit Rang 59 seine höchste Notierung in der Jugend-Rangliste erreichen. Sein bestes Abschneiden bei einem Grand-Slam-Turnier war im Einzel zweimal die zweite Runde; im Doppel stand er in Wimbledon im Viertelfinale.
Bei den Profis spielte Bertrand ab 2021 hauptsächlich auf der ITF Future Tour. Im Einzel kam er dort noch nie über ein Viertelfinale hinaus, während er im Doppel 2022 zweimal ein Finale erreichte, wovon er eines gewinnen konnte. Seinen erster Auftritt auf der ATP Tour hatte Bertrand Ende Januar 2022, als er zusammen mit Antoine Hoang eine Wildcard für die Doppelkonkurrenz von Montpellier erhielt. Die Paarung unterlag dort zum Auftakt Roman Jebavý und Alex Molčan in zwei Sätzen. Im Einzel und Doppel konnte er sich jeweils in den Top 900 der Tennisweltrangliste platzieren.

## Erfolge
| Legende (Anzahl der Siege)  |
| Grand Slam                  |
| ATP World Tour Finals       |
| ATP World Tour Masters 1000 |
| ATP World Tour 500          |
| ATP World Tour 250          |
| ATP Challenger Tour (1)     |

### Einzel

#### Turniersiege
| Nr. | Datum        | Turnier   | Belag     | Finalgegner        | Ergebnis      |
| --- | ------------ | --------- | --------- | ------------------ | ------------- |
| 1.  | 25. Mai 2024 | Kachetien | Hartplatz | Aleksandre Bakschi | 6:1, 3:6, 7:5 |